# De Haag (molen)
De Haag is een gesloten standerdmolen in Beuningen in de Nederlandse provincie Gelderland.

## Geschiedenis
De molen werd in 1704 gebouwd, ter vervanging van een omgewaaide molen die hier vermoedelijk sinds 1382 stond. Tussen 1825 en 1982 was de molen eigendom van de familie Van de Pol. Al voor 1900 was de familie Van de Pol in het bezit van een stoommachine, want in advertenties in De Molenaar is steeds sprake van een "stoom- en windmalerij". Deze stond in een apart maalderijgebouwtje, het Stoom genaamd, dat zich op het molenterrein bevond. De molen stond in deze regio daarom decennialang bekend als ‘de molen van Van der Pol’. 
Rond 1940 kwam de molen tot stilstand, toen ook het loonmalen niets meer opleverde. Ook gaat het verhaal dat de Duitse bezetter de molen verzegelde vanwege de distributiewet. Ondanks dit betekende de Tweede Wereldoorlog toch een tijdelijke opleving: enkele inwoners maalden in de oorlogstijd 's nachts stiekem graan, dat werd uitgedeeld aan de allerarmste gezinnen met kinderen. Tijdens het bombardement op Nijmegen van 22 februari 1944 klom de molenaar in de wieken om poolshoogte te nemen. Tot zijn schrik waren bijna alle kerktorens in Nijmegen verdwenen, waaronder de gezichtsbepalende toren van de Grote of Sint-Stevenskerk.
Na 1945 heeft de molen lange tijd niet meer gedraaid, wat leidde tot stilstand en bijgevolg achteruitgang. In 1953 werd de molen toch opgeknapt, met onder andere verlengde tweedehands potroeden. De toenmalig eigenaresse, Mej. M.S. van der Pol, heeft via diverse advertenties nog wel een nieuwe molenaar gezocht. Maar toen dit niet lukte volgde opnieuw een periode van verval. Jaren later, in 1976, keken de inwoners van Beuningen verbaasd op toen de molen in de steigers kwam te staan. Dit werd gedaan om diverse reparaties te verrichten, zoals het waterdicht maken van de kast. Echter was dit meer provisorisch, want de molen was aan een ingrijpendere restauratie toe. Toen de reparaties klaar waren, heeft de toenmalige molenaar de wieken in september 1977 weer even laten draaien, ondanks dat de molenmaker hem dit stellig afraadde, gezien de bouwvallige staat en daarmee het risico op ongelukken.
In 1982 werd de verwaarloosde molen door de gemeente Beuningen aangekocht, die een grote restauratie voorbereidde. Deze restauratie, die duurde van 1992 tot eind 1994, kwam nagenoeg neer op herbouw: slechts enkele originele balken zijn teruggeplaatst. Tevens werd de molen een klein stukje verplaatst en op een verhoging gezet, omdat hij in de loop der jaren ingebouwd raakte door twee nieuwbouwwijken. Na deze restauratie kreeg de voorheen naamloze molen de naam "De Haag", naar de woonwijk waar het monument nu staat en de historische naam van dit gebied tussen Beuningen en Weurt. Ondanks dat de molen weer draaivaardig was, duurde het nog tot eind 1998 voordat er weer graan door de molensteen vermalen kon worden. 
De molen bleef bewaard tezamen met molenaarswoning en maalderijgebouwtje, wat een vrij uniek complex in Nederland en Vlaanderen is. Hoewel de molen wat ingesloten staat door bebouwing, domineert deze samen met de Corneliuskerk toch het dorpsbeeld.
De gemeente Beuningen onderhoudt dit monument zorgvuldig; in 2003 werd het stenen halslager vervangen door een pokhouten variant en in 2012 werd de molen uitgebreid geschilderd door een plaatselijke firma. In 2016 is het gepotdekselde houten dak van de paraplu helemaal vervangen door dakleer. Sinds 2014 draait de molen weer geregeld: een team van vrijwillig molenaars laat de molen iedere zaterdag draaien en stelt deze open voor bezoekers. Daarnaast werd tegelijkertijd een molenwinkel geopend in het oude stoommaalderijgebouwtje. Hier worden diverse ambachtelijk gemalen meelproducten uit De Oude Molen in Wijchen verkocht, zoals onbewerkt meel, brood- en cakemixen, zaden en pitten. De winkel is open als de wieken draaien.
De inrichting van de korenmolen bestaat uit twee koppels maalstenen. Het voorste koppel heeft 16der, 140 cm doorsnede, blauwe stenen, het achterste koppel is uitgerust met 15der, 130 cm doorsnede, kunststenen. Voor de aandrijving van de achtermolen zit er op het bovenwiel een tandkrans. Voor het openleggen van de voormolen is er een steenkraan. De houten bovenas is 4,50 meter lang en heeft een gietijzeren insteekkop van de firma Smulders uit Utrecht. De pen is ook van ijzer. De molen heeft een Vlaamse vang en wordt gevangen (geremd) met een vangtrommel. De vangtrommel wordt bij stilstand geblokkeerd met een lekenpen. Voor het luien (ophijsen) heeft de molen een varkenswiel dat rechtstreeks aangedreven wordt door het bovenwiel. Voor het met de hand luien is er een gaffelwiel.
De gelaste roeden van de molen hebben een lengte van 22,50 meter en zijn voorzien van het Oudhollands hekwerk met zeilen. Op de binnenroede zitten zeilrails. De roeden zijn in 1992 gemaakt door de firma Buurma uit Oude Schans. De binnenroede heeft nummer 274 en de buitenroede 273.
Boven op de standerd ligt een metalen ring, die gesmeerd wordt via een smeernippel. Mede hierdoor kruit de molen licht. De molen wordt op de wind gezet met een kruiwiel. De munnik wordt gesmeerd met behulp van staufferpotten.

## Overbrengingen
- De overbrengingsverhouding voormolen is 1 : 5,42 en die van de achtermolen 5,36.
- Het bovenwiel heeft 65 kammen en het steenrondsel van de voormolen heeft 12 staven. De steek, de afstand tussen de staven, is 14 cm. De tandkrans van het bovenwiel heeft 59 kammen en het steenrondsel van de achtermolen heeft 11 staven.

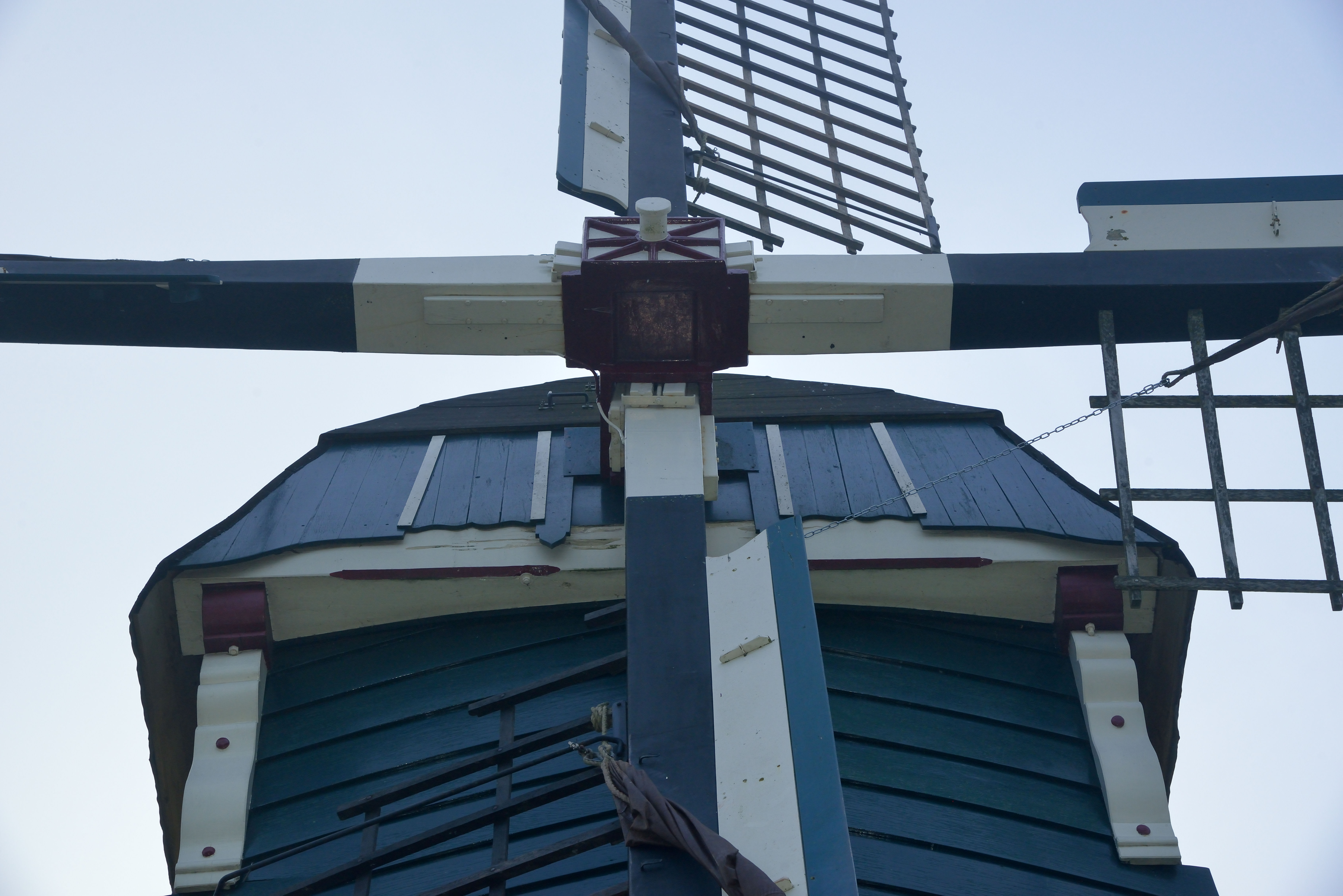
Gietijzeren insteekkop en zeilrails op de binnenroede
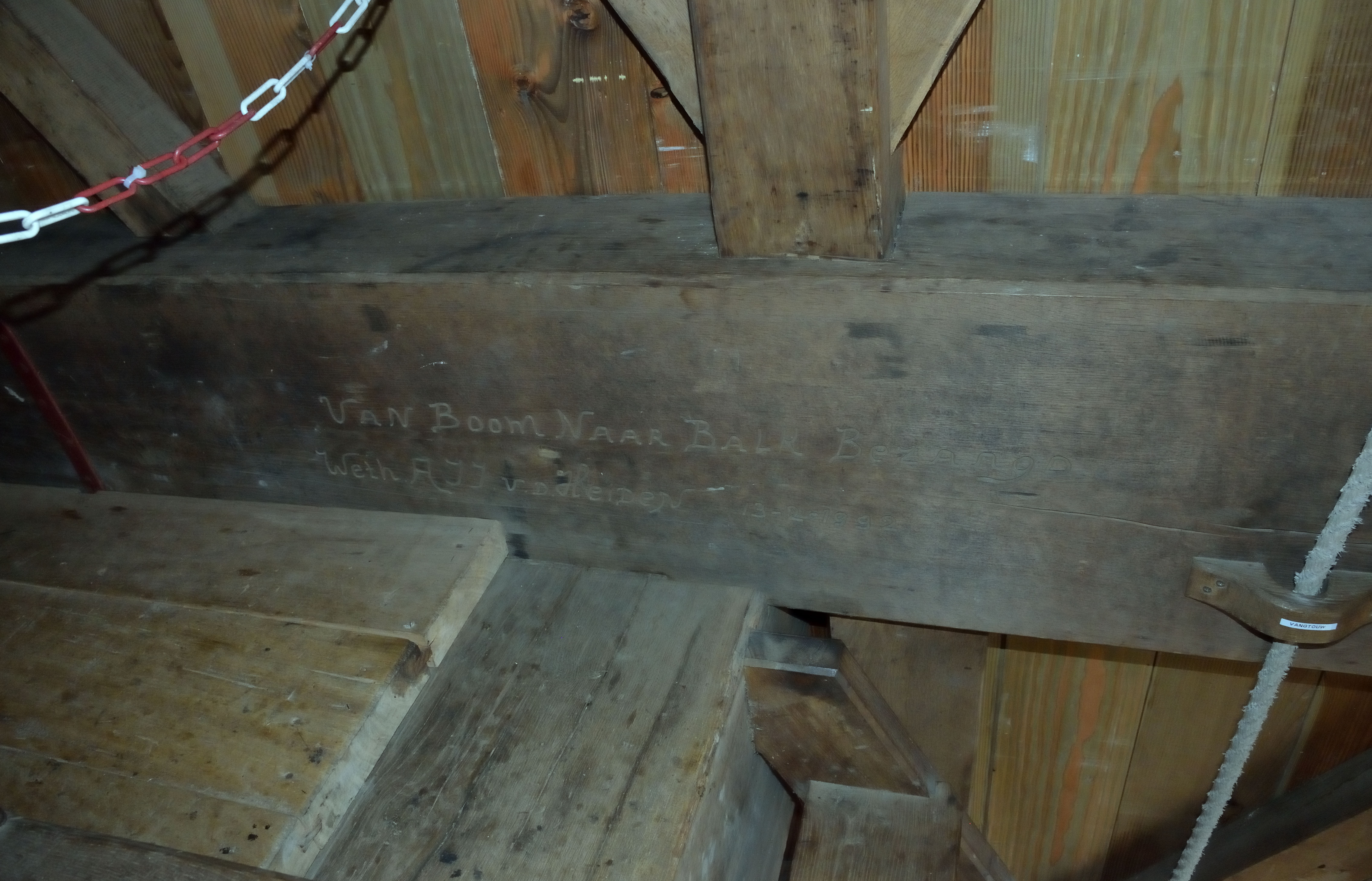
Steenlijst met inscriptie: Van Boom Naar Balk Bezaagd Weth. AJJ. v. d. Heiden 13-2-1992
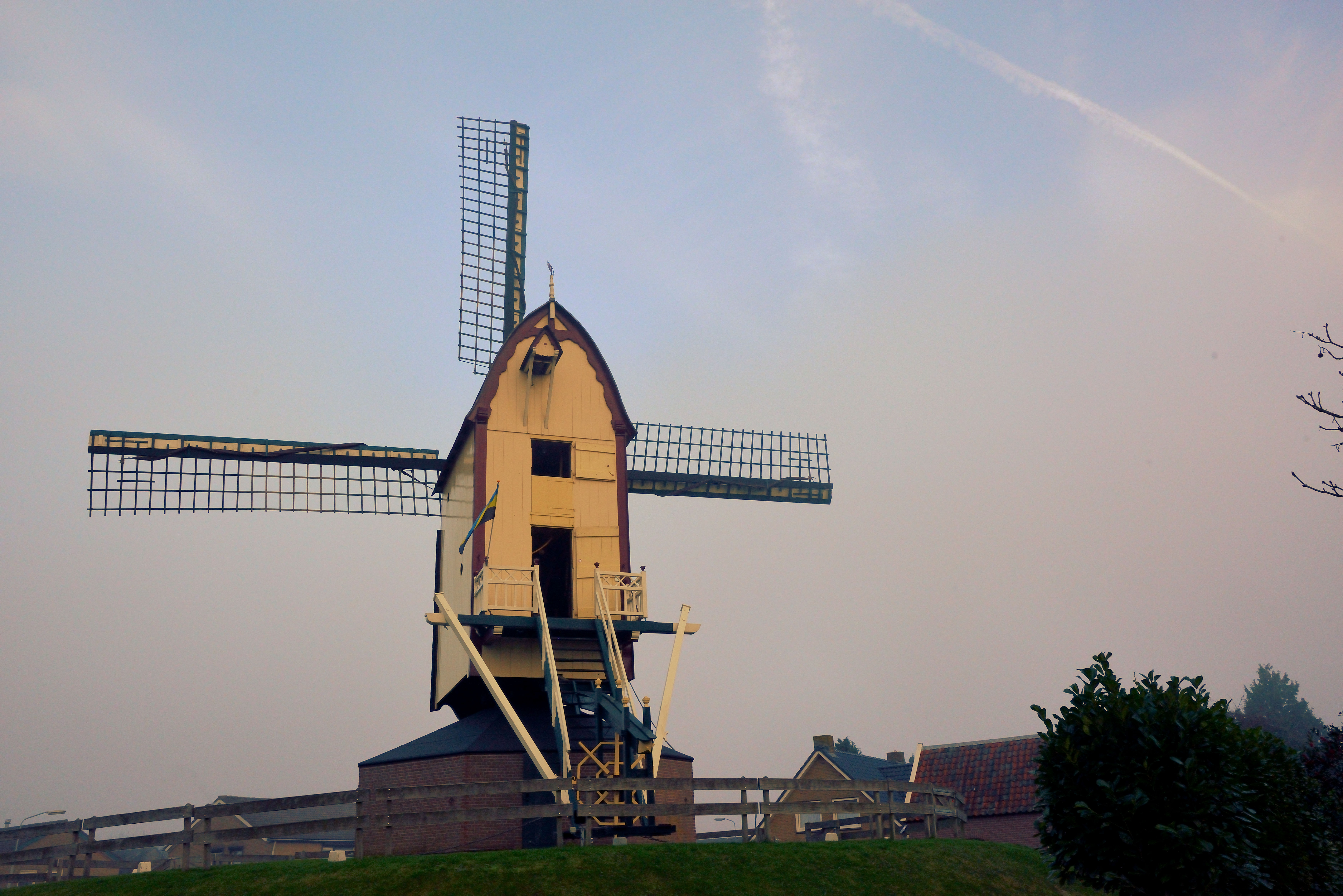
Trapbint
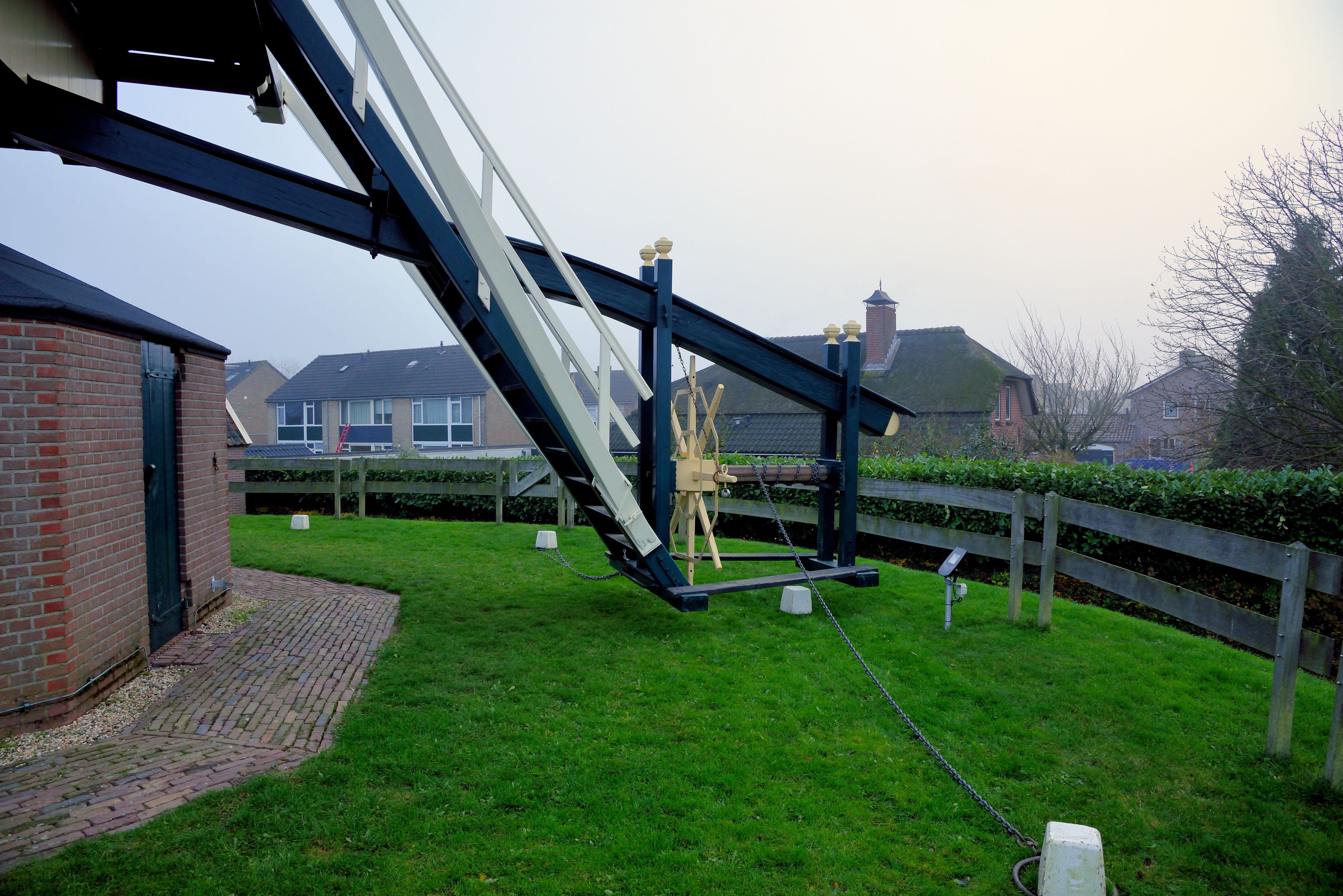
Trap met kruibank
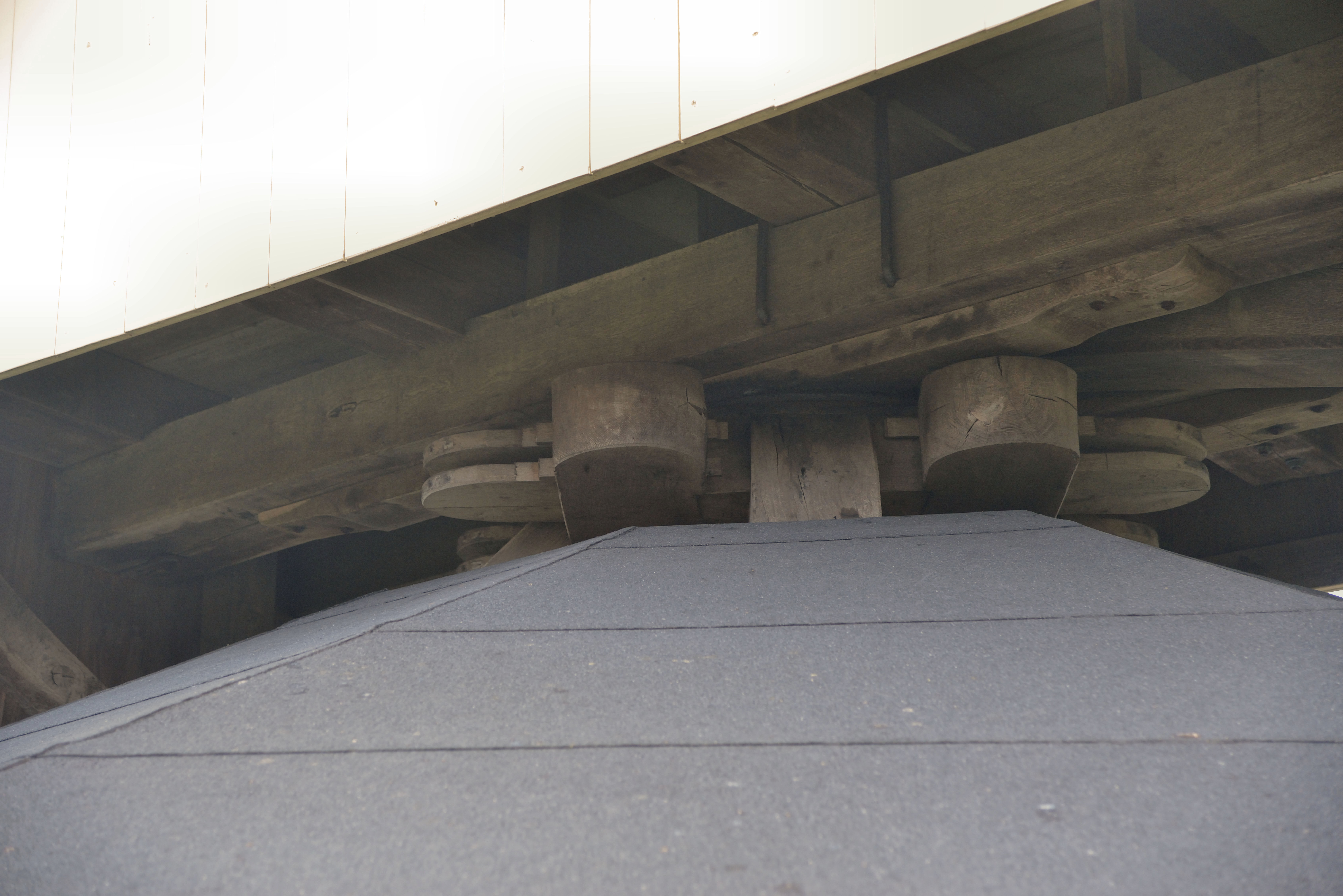
Zetel met slekken
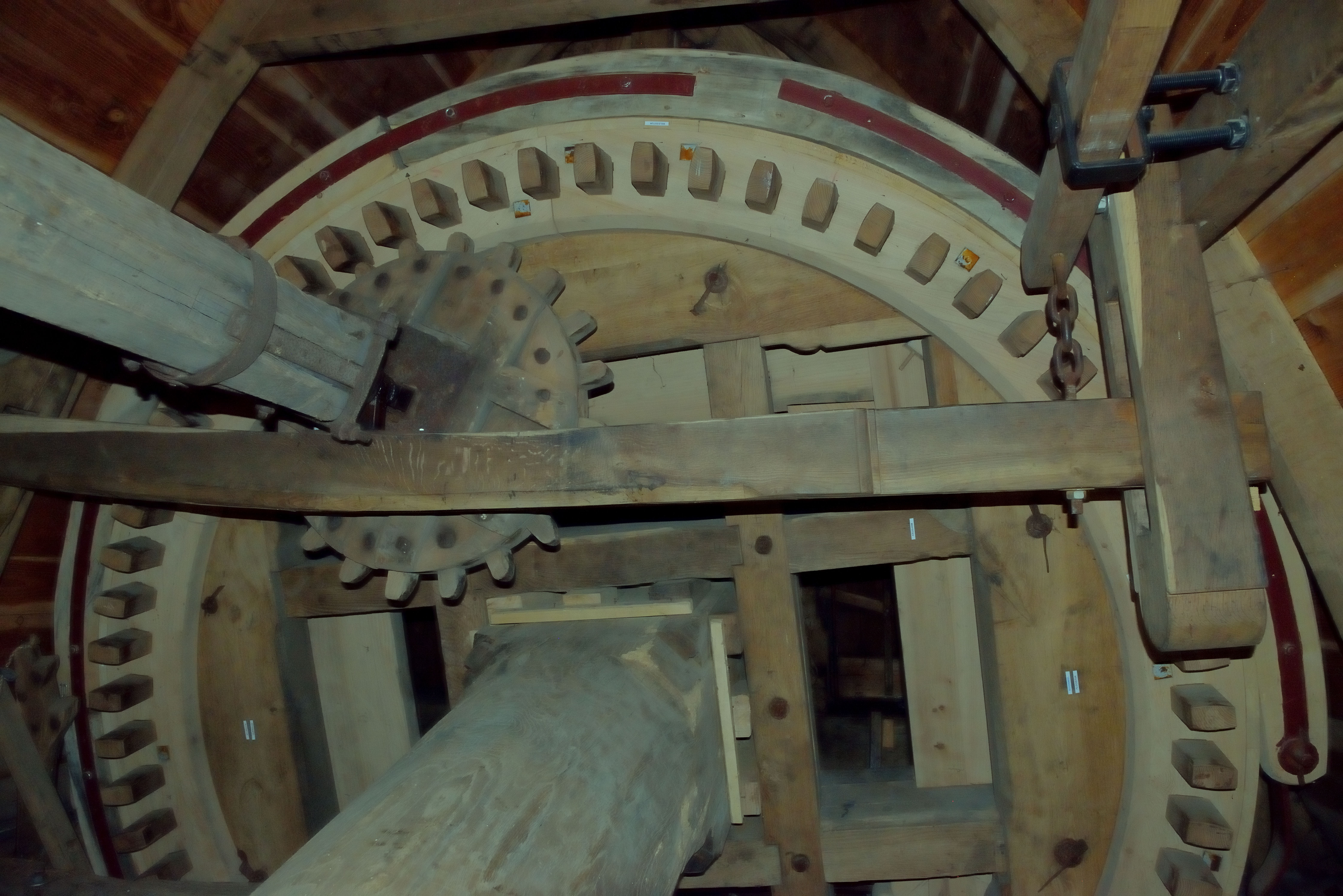
Bovenwiel
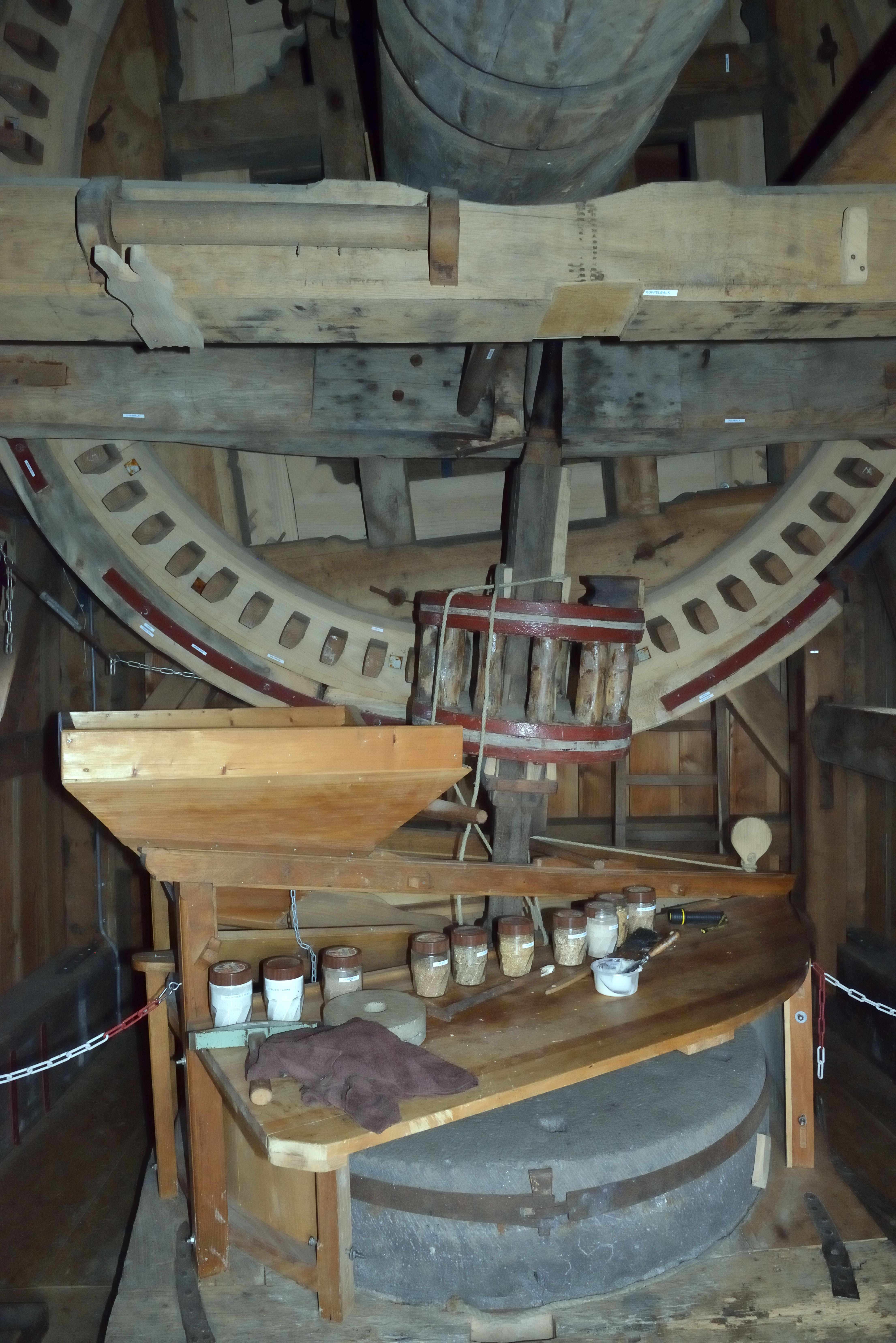
Voormolen met blauwe maalstenen
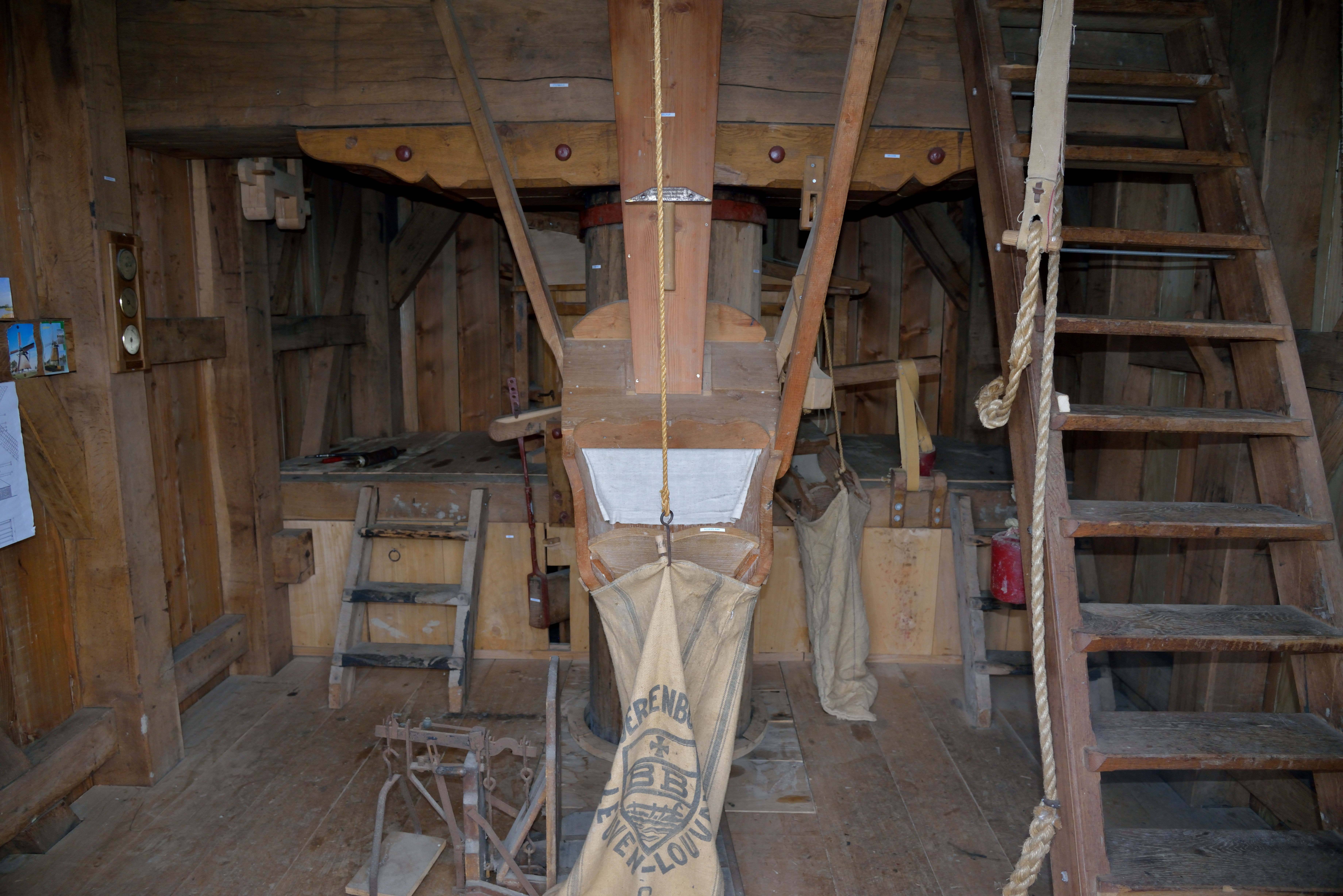
Steenbalk met brasem
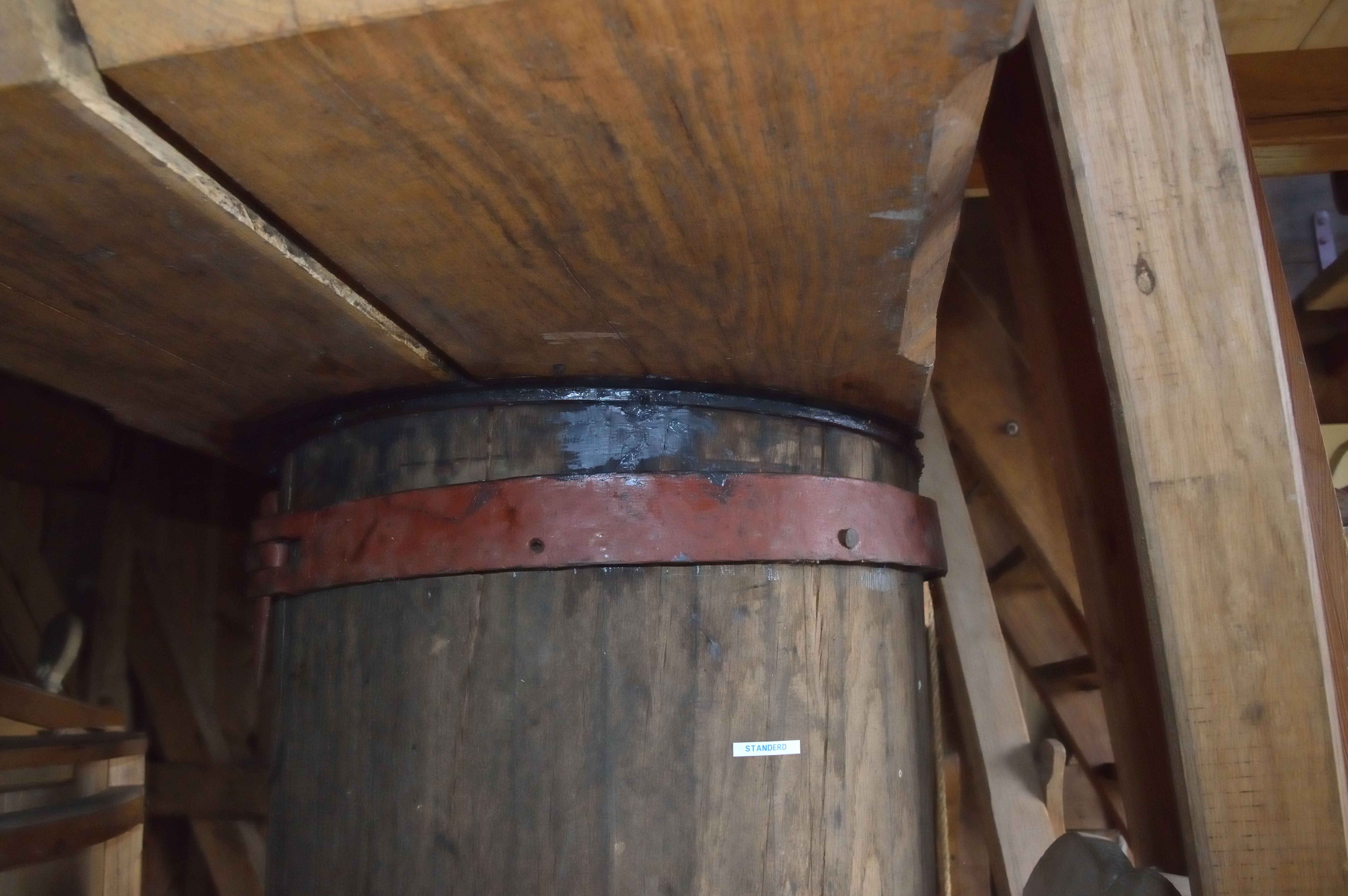
Metalen ring op standerd
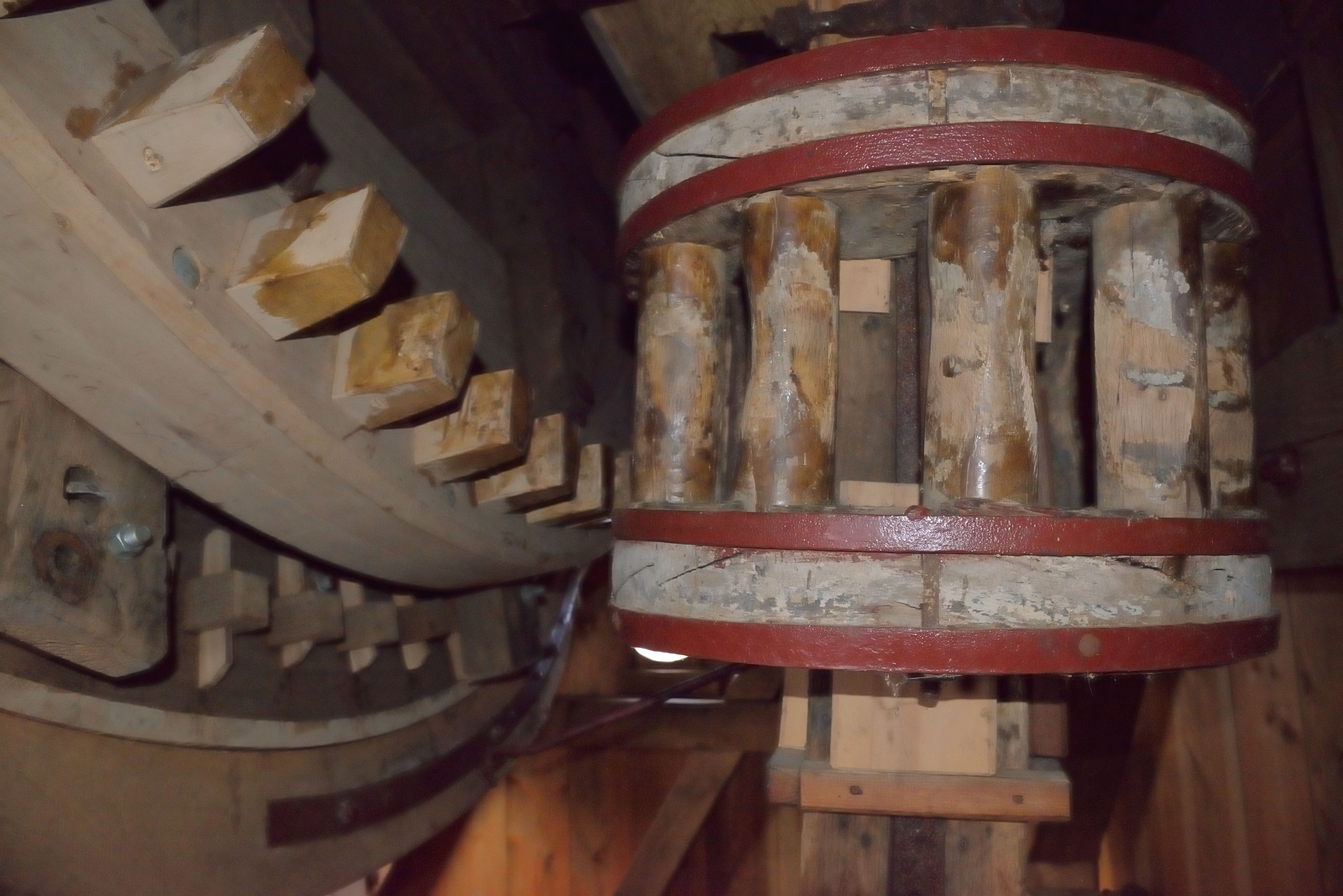
Steenrondsel achtermolen met tandkrans bovenwiel
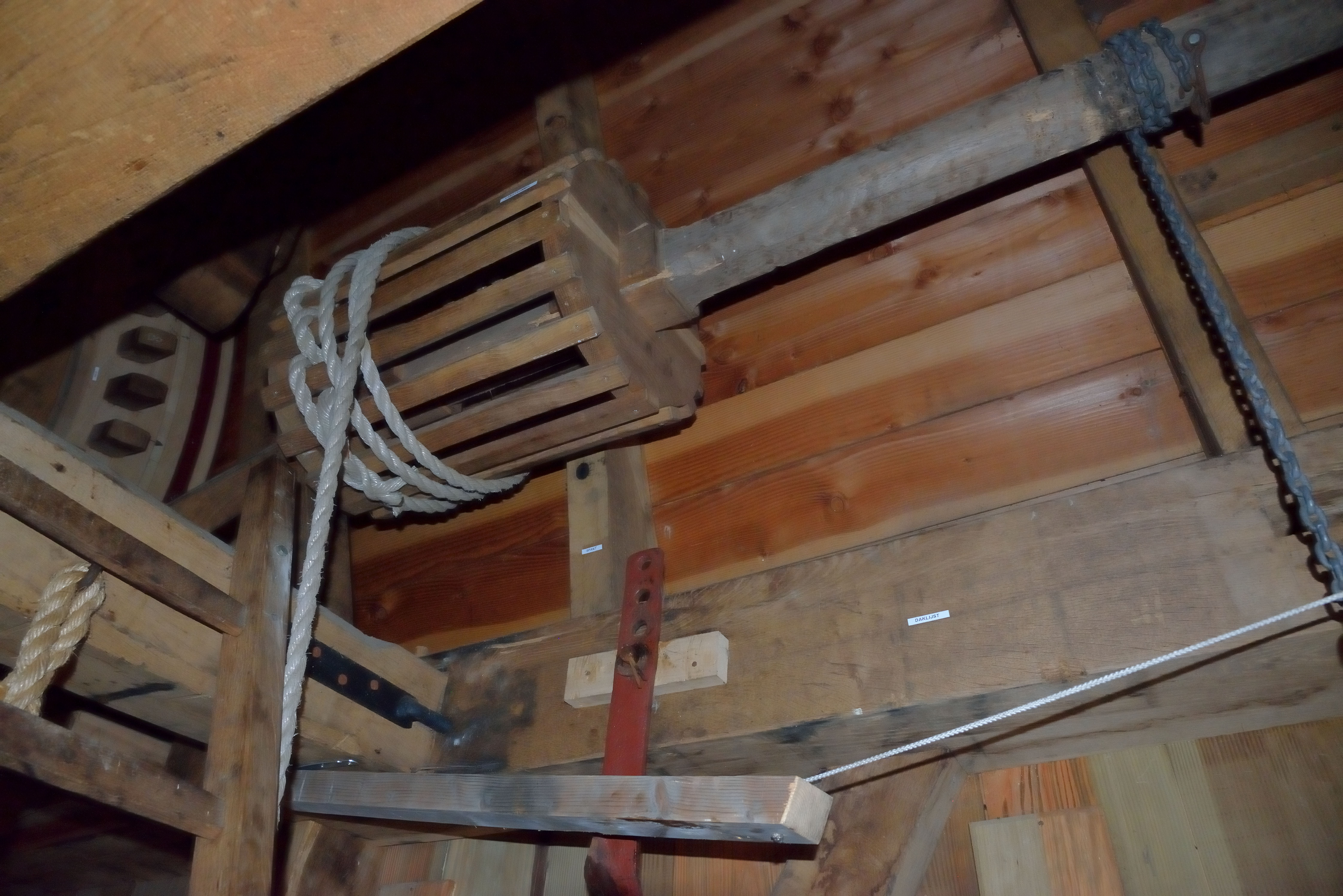
Vangrommel met lekenpen